# Francesco Micheli
Francesco Micheli (Bergamo, 1972) è un regista teatrale e autore televisivo italiano.

## Biografia
Nasce a Bergamo nel 1972, si laurea all'Università Statale di Milano in Lettere moderne e poi si diploma alla Scuola d'arte drammatica Paolo Grassi di Milano.
Formatosi presso As.Li.Co, dà vita al progetto Opera Off a Reggio Emilia. Dal 2008 è docente di regia al biennio di specializzazione in Scenografia dell’Accademia di Brera. Collabora con il Teatro Massimo di Palermo e con lo spettacolo Bianco, Rosso e Verdi vince il Premio Abbiati 2009 come migliore iniziativa dell’anno. Nello stesso ambito si colloca la collaborazione con l’Orchestra Filarmonica della Scala, con cui realizza "Sound, Music" per la formazione del pubblico e il progetto MusicEmotion per la trasmissione dei concerti filarmonici nelle sale cinematografiche.
Dal 2012 al 2017 è direttore artistico del Macerata Opera Festival, manifestazione nata nel 1921 allo Sferisterio. Dal dicembre 2014 è direttore artistico del Festival Donizetti Opera organizzato dalla Fondazione Teatro Donizetti di Bergamo. Conduce una rubrica settimanale su Rai 1 che, nel 2015 all’interno della trasmissione “Sabato In,”
Nell'estate 2016 presenta la prima diretta televisiva mondiale del Ring di Wagner da Bayreuth su Sky Arte.
Dal febbraio 2017 collabora con Elio, con il quale ideato il format teatrale "Cantiere Opera" dedicato ai compositori. Elio e Micheli hanno scritto il libro edito da Rizzoli L'opera è polvere da sparo.

## Regie teatrali
Sul fronte della regia, dopo gli inizi nell’ambito di As.Li.Co. per il progetto Opera Domani, firma regie in Europa fra cui Il trovatore al Regio di Parma, Il barbiere di Siviglia e Alice nel paese delle meraviglie al Teatro Massimo di Palermo; Roméo et Juliette di Gounod all’Arena di Verona; Il killer di parole di Claudio Ambrosini su soggetto di Daniel Pennac e La bohème alla Fenice.
Sempre al Teatro la Fenice ha inaugurato la stagione 2012/13 con Otello di Verdi, diretta da Chung Myung-whun e ripresa negli spazi all’aperto del Palazzo Ducale e nella stagione 2019. Semiramide riconosciuta al Theater an der Wien, Adriana Lecouvreur a Nizza, Aida a Macerata, Bologna e Pechino (quest’ultima diretta da Zubin Mehta), Candide per il Maggio Musicale Fiorentino, Il barbiere di Siviglia ad Atene e al Teatro Comunale di Bologna, Così fan tutte per OperaLombardia, Lucia di Lammermoor alla Fenice nell’aprile 2017 e ripresa a Bordeaux nella primavera 2018. Nel settembre 2018 ha firmato per l’Opera di Firenze drammaturgia e regia delle tre opere di Il trovatore, Rigoletto, La traviata di Verdi.